# Pocah
Pocah, pseudonimo di Viviane de Queiroz Pereira (Queimados, 17 ottobre 1994), è una cantante brasiliana.

## Biografia
Pocah si è fatta conoscere dopo aver partecipato a Big Brother Brasil. È stata premiata con quattro Prêmios MTV MIAW.
La Pro-Música Brasil ha assegnato all'artista quattro dischi di platino, equivalenti a 320 000 unità di vendita certificate in singoli. A braba é ela (2023), EP d'esordio, è stato susseguito dall'album in studio Cria de caxias.

## Discografia

### Album in studio
- 2024 – Cria de caxias

### EP
- 2023 – A braba é ela
- 2023 – A braba é ela 2

### Raccolte
- 2018 – TBT da Pocah
- 2024 – Baile da Pocah - Os maiores hits

### Singoli
- 2011 – Eu sento rebolando chamando seu nome
- 2015 – Em 2012 (con MC Mingau e DJ Batata)
- 2016 – Perdendo a linha
- 2016 – Espelho meu
- 2016 – Espantar o mal (con Almirzinho Serra feat. Brotha CJ)
- 2017 – Meu boy
- 2017 – Tô tarada
- 2018 – Oh quem voltou (con Dani Russo feat. Naiara Azevedo)
- 2018 – Bota tudão
- 2018 – Bota dizendo que ama
- 2018 – Quer mais? (con MC Mirella)
- 2019 – Santinha e foguenta (con Caverinha)
- 2019 – Não sou obrigada
- 2019 – Resenha lá em casa (con Kevin o Chris)
- 2019 – Para não (con MC WM e Jerry Smith)
- 2019 – Pode chorar
- 2019 – Ninguém vai nos parar (con Descomplica e Zaac feat. Ruxell)
- 2019 – Queima (con Cleo)
- 2020 – Carnaval chegando (con Rennan da Penha)
- 2020 – Lei da gravidade (con Léo Santana)
- 2020 – É o perigo (con PK)
- 2020 – Ménage (con JottaPê e Tainá Costa)
- 2020 – Bandida (con Pabllo Vittar feat. MC Mayara)
- 2020 – Jogar pra tropa (con Dennis)
- 2021 – Eu viciei (con Lia Clark)
- 2021 – Nem on nem off (con MC WM)
- 2021 – Muito prazer
- 2021 – Passando o rodo (con MC Mirella, Tainá Costa e Lara Silva)
- 2022 – Barbie (con Rebecca e Lexa feat. Danny Bond)
- 2022 – Ainda
- 2022 – Cancelaram o carnaval (con Hitmaker)
- 2022 – Movimenta (con DJ Zullu e MC GW)
- 2022 – Não sai da minha mente (con Bin, Ajaxx e Lionel)
- 2022 – Chama minha gang
- 2023 – Prova que me ama
- 2023 – Barulhinho (con Kevin o Chris e Luck Muzik)
- 2023 – Disney (con WC no Beat e MC Luanna)
- 2023 – Solta-te (con i Piso 21)
- 2023 – Assanhadinha (con MC Durrony)
- 2023 – Hoje eu tô solta (con L7nnon)
- 2023 – Bandidona (con Pabllo Vittar, DJ Biel do Furduncinho e Papatinho)
- 2024 – Pianinho da sacanagem (con MC GW e DJ Ugo ZL)
- 2024 – Mundo se acabando (con Brunetta)
- 2024 – Maridos e esposas (con Joelma)
- 2024 – Venenosa (con Triz e MC GW)